# Eric Bailly
Eric Bertrand Bailly (ur. 12 kwietnia 1994 w Bingerville) – iworyjski piłkarz, występujący na pozycji obrońcy w Villarreal CF oraz w reprezentacji Wybrzeża Kości Słoniowej. Zwycięzca Pucharu Narodów Afryki: 2015. Uczestnik Pucharu Narodów Afryki: 2017 i 2022.

## Kariera klubowa

### Espanyol
Bailly dołączył do młodzieżówki Espanyolu w wieku 17 lat w grudniu 2011 roku. Kiedy w październiku następnego roku otrzymał pozwolenie na pracę zadebiutował w seniorskiej piłce w meczu ligowym Espanyolu B.
5 października 2014 roku zadebiutował w Primera División w wygranym 2:0 meczu przeciwko Realowi Sociedad.

### Villarreal
29 stycznia 2015 roku podpisał pięcioipółletni kontrakt z Villarrealem. W zespole zadebiutował 22 lutego w wygranym 1:0 meczu przeciwko SD Eibar. 19 marca 2015 roku zadebiutował w Lidze Europy w przegranym 1:2 meczu przeciwko Sevilli, jednak Bailly meczu nie dokończył z powodu czerwonej kartki jaką otrzymał. 22 października zdobył swojego pierwszego gola w seniorskiej karierze w wygranym 4:0 meczu przeciwko Dynama Mińsk.

### Manchester United
8 czerwca 2016 roku podpisał czteroletni kontrakt z opcją przedłużenia o kolejne dwa z Manchesterem United. Oficjalnie w klubie zadebiutował 7 sierpnia 2016 roku w wygranym 2:1 meczu o Tarczę Wspólnoty przeciwko Leicester City, rozgrywając całe spotkanie. Został także wybrany najlepszym piłkarzem tego spotkania. Swoją pierwszą bramkę zdobył 19 sierpnia 2017 roku, w wygranym 0:4, ligowym spotkaniu przeciwko Swansea City.

### Olympique Marsylia
24 sierpnia 2022 roku udał się na roczne wypożyczenie do Olympique Marsylia.

### Beşiktaş
5 września 2023 roku podpisał kontrakt z Beşiktaşem.

### Villarreal
1 stycznia 2024 roku podpisał kontrakt z hiszpańskim Villarrealem.

## Kariera reprezentacyjna
29 grudnia 2014 roku znalazł się w 23-osobowym składzie reprezentacji Wybrzeża Kości Słoniowej na Puchar Narodów Afryki 2015. 11 stycznia 2015 roku zadebiutował w reprezentacji w towarzyskim meczu przeciwko Nigerii a następnie zagrał we wszystkich sześciu meczach Pucharu Narodów Afryki 2015, który zwyciężyli.

## Statystyki kariery
(aktualne na dzień 5 września 2023)
| Klub                      | Sezon              | Liga               | Liga  | Liga   | Puchar kraju | Puchar kraju | Puchar ligi | Puchar ligi | Europa | Europa | Inne  | Inne   | Suma  | Suma   |
| Klub                      | Sezon              | Liga               | Mecze | Bramki | Mecze        | Bramki       | Mecze       | Bramki      | Mecze  | Bramki | Mecze | Bramki | Mecze | Bramki |
| ------------------------- | ------------------ | ------------------ | ----- | ------ | ------------ | ------------ | ----------- | ----------- | ------ | ------ | ----- | ------ | ----- | ------ |
| Espanyol B                | 2013/14            | Segunda División B | 20    | 0      | –            | –            | –           | –           | –      | –      | –     | –      | 20    | 0      |
| Espanyol B                | 2014/15            | Segunda División B | 1     | 0      | –            | –            | –           | –           | –      | –      | –     | –      | 1     | 0      |
| RCD Espanyol              | 2014/15            | Primera División   | 5     | 0      | 0            | 0            | –           | –           | –      | –      | –     | –      | 5     | 0      |
| Villarreal CF             | 2014/15            | Primera División   | 10    | 0      | 0            | 0            | –           | –           | 1      | 0      | –     | –      | 11    | 0      |
| Villarreal CF             | 2015/16            | Primera División   | 25    | 0      | 3            | 0            | –           | –           | 7      | 1      | –     | –      | 35    | 1      |
| Manchester United         | 2016/17            | Premier League     | 25    | 0      | 0            | 0            | 1           | 0           | 11     | 0      | 1     | 0      | 38    | 0      |
| Manchester United         | 2017/18            | Premier League     | 13    | 1      | 2            | 0            | 0           | 0           | 3      | 0      | 0     | 0      | 18    | 1      |
| Manchester United         | 2018/19            | Premier League     | 12    | 0      | 1            | 0            | 1           | 0           | 4      | 0      | –     | –      | 18    | 0      |
| Manchester United         | 2019/20            | Premier League     | 4     | 0      | 3            | 0            | 0           | 0           | 4      | 0      | –     | –      | 11    | 0      |
| Manchester United         | 2020/21            | Premier League     | 12    | 0      | 1            | 0            | 3           | 0           | 5      | 0      | –     | –      | 21    | 0      |
| Manchester United         | 2021/22            | Premier League     | 4     | 0      | 0            | 0            | 1           | 0           | 2      | 0      | –     | –      | 7     | 0      |
| Olympique Marsylia (wyp.) | 2022/23            | Premier League     | 17    | 0      | 1            | 0            | –           | –           | 5      | 0      | –     | –      | 23    | 0      |
| Beşiktaş                  | 2023/24            | Süper Lig          | 0     | 0      | 0            | 0            | –           | –           | 0      | 0      | –     | –      | 0     | 0      |
| Ogólnie w karierze        | Ogólnie w karierze | Ogólnie w karierze | 148   | 1      | 11           | 0            | 6           | 0           | 43     | 1      | 1     | 0      | 209   | 2      |

## Sukcesy

### Manchester United
- Tarcza Wspólnoty: 2016
- Puchar Ligi: 2016/2017
- Liga Europy: 2016/2017

### Reprezentacyjne
- Puchar Narodów Afryki (1): 2015